# Lemurphthirus vincenti
Lemurphthirus vincenti är en insektsart som beskrevs av Pajot 1968. Lemurphthirus vincenti ingår i släktet Lemurphthirus och familjen ledlöss. Inga underarter finns listade i Catalogue of Life.